# Александър Герчев
Александър Иванов Герчев е български лекар и ортопед, член-кореспондент на БАН.

## Биография
Роден е на 5 февруари 1930 г. в Етрополе. Основно и средно образование завършва в родния си град, а висше във Висшия медицински институт в София. Създава Републикански център по ендопротезиране на големите стави. Член-кореспондент на Българската академия на науките и на чуждестранни научни дружества. Автор е на 2 патента в областта на ортопедията и травматологията. Създава клиника по ендопротезиране в родния си град Етрополе.
Герчев е бил заместник-министър на здравеопазването и депутат в 37-ото народно събрание. Умира на 23 ноември 1997 г. На негово име от 2009 г. е преименувана болницата в родния му град.